# Morris Chestnut
Morris Chestnut (Cerritos, 1 januari 1969) is een Amerikaans acteur. Hij studeerde drama aan de California State University. In 1991 had hij zijn eerste filmrol in Boyz n the Hood. Zijn eerste hoofdrol was in 1999 in The Best Man, waarmee hij werd genomineerd voor een Image Award van de NAACP. In 2022 kreeg hij een ster op de Hollywood Walk of Fame.

## Filmografie
- Boyz n the Hood (1991)
- The Last Boy Scout (1991)
- In the Line of Duty: Street War (1992)
- The Ernest Green Story (1993)
- The Inkwell (1994)
- Under Siege 2: Dark Territory (1995)
- Higher Learning (1995)
- G.I. Jane (1997)
- The Best Man (1999)
- The Brothers (2001)
- Two Can Play That Game (2001)
- Scenes of the Crime (2001)
- The Killing Yard (2002)
- Like Mike (2002)
- Half Past Dead (2003)
- Confidence (2003)
- Breakin' All the Rules (2004)
- Anacondas: The Hunt for the Blood Orchid (2004)
- Ladder 49 (2004)
- The Cave (2005)
- The Game Plan (2007)
- The Perfect Holiday (2007)
- The Prince of Motor City (2008)
- Not Easily Broken (2009)
- V (2009-2010/tv, 22 afleveringen)
- American Horror Story (2011/tv, 6 afleveringen)
- Think Like a Man (2012)
- Identity Thief (2013)
- The Call (2013)
- Kick-Ass 2 (2013)
- The Best Man Holiday (2013)
- The Perfect Guy (2015)